# Janina Korolewicz-Waydowa

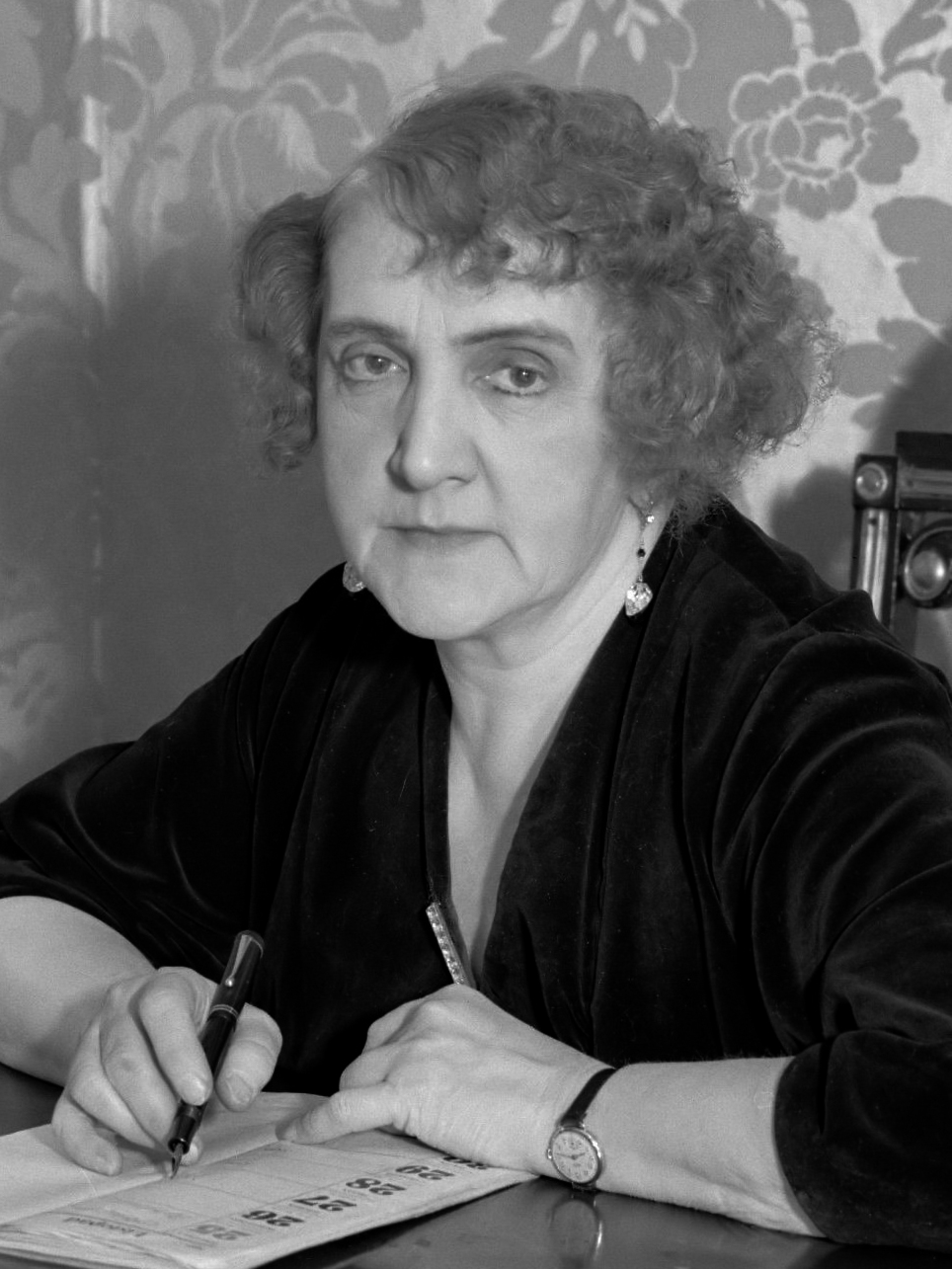
Janina Korolewicz-Waydowa, 1934

Janina Korolewicz-Waydowa (geboren 22. Dezember 1876 in Warschau, Russisches Kaiserreich; gestorben 20. Juni 1955 in Warschau) war eine polnische Opernsängerin (Sopran) und Gesangspädagogin.

## Leben
Korolewicz-Waydowa nahm einige Monate bei Oleksandr Myschuha Unterricht und studierte dann zwei Jahre bis 1897 Walery Wysocki am Lemberger Konservatorium in Österreich-Ungarn. Sie debütierte dann an der Lemberger Oper als Hanna in Stanisław Moniuszkos Straszny Dwór; weitere Auftritte hatte sie u. a. in den Titelrollen von Bizets Carmen und Flotows Martha. 
Ab 1898 war sie an der Warschauer Oper engagiert, wo sie ihr Debüt in Vincenzo Bellinis La sonnambula gab und zum dramatischen Repertoire (Richard Wagner) wechselte. Daneben beteiligte sie sich an geheimen Konzerten zu Gunsten politischer Gefangener. 1900 sang sie zur Eröffnung der Lemberger Oper erstmals die Titelpartie in Halka. In den sechs Jahren unter Leitung von Tadeusz Pawlikowski trat sie hier in jeder Saison auf, u. a. als Bronka in Władysław Żeleńskis Janek, Margarete in Gounods Faust, Gilda in Verdis Rigoletto, Elsa in Wagners Lohengrin Mimi in Puccinis La Bohème und Lotte in Massenets Werther.
Daneben hatte sie auch internationale Auftritte in Lissabon, Madrid, Barcelona und Kiew (mit Fjodor Iwanowitsch Schaljapin). Am Royal Opera House sang sie mit Enrico Caruso in Der Bajazzo. Ihre erste Überseetournee führte sie 1910 nach New York, Chicago, Philadelphia, Boston und Cleveland, im Folgejahr unternahm sie mit Nellie Melbas Band of Stars eine erfolgreiche Tournee durch Australien.
Ab 1912 arbeitete sie wieder in Polen, trat in Lemberg und Krakau auf und leitete 1917–1918 die Warschauer Oper, wo sie 38 Opern inszenierte. Von 1920 bis 1923 lebte sie erneut in den USA, danach ließ sie sich in Zakopane nieder und zog sich für längere Zeit von ihrer künstlerischen Tätigkeit zurück. Ab 1934 übernahm sie für zwei Spielzeiten die Leitung der Warschauer Oper. Später gründete sie in Warschau ein eigenes Opernstudio, wo sie Sänger wie Emma Szabrańska, Lucyna Szczepańska, Halina Stecka, Kazimierz Poreda, Cezary Kowalski und Tadeusz Beval ausbildete. 
1935 wurde ihr das Offizierskreuz des Ordens Polonia Restituta verliehen. Während des Zweiten Weltkrieges lebte Korolewicz-Waydowa unter schwierigen Bedingungen in Warschau. Sie verlor fast völlig ihr Augenlicht, und 1944 verstarb ihr Ehemann. 1955 wurde ihr in der Warschauer Oper das Komturkreuz mit Stern der Orden Polonia Restituta verliehen. Unmittelbar nach der Zeremonie kam sie in ein Krankenhaus, wo sie im Juni 1955 verstarb.